# Encarsia perplexa
Encarsia perplexa är en stekelart som beskrevs av Huang och Andrew Polaszek 1998. Encarsia perplexa ingår i släktet Encarsia och familjen växtlussteklar.
Artens utbredningsområde är:
- Dominikanska republiken.
- Guatemala.
- Taiwan.

Inga underarter finns listade i Catalogue of Life.